# Gorenje
Gorenje d.d. — акціонерна холдингова компанія, великий виробник побутової техніки з головним офісом у Веленє, Словенія. Із часу свого заснування у 1950-х, Gorenje Group виросла з виробника сільськогосподарського обладнання в акціонерну холдингову компанію, яка об'єднує 47 підприємств, 33 з яких знаходяться поза межами Словенії. Є однією з найбільших словенських промислових корпорацій та одним з найбільших виробників побутової техніки в Європі з виробництвом 1,65 млн одиниць великої побутової техніки щорічно. На підприємствах групи зайнято близько 9 500 працівників. Побутова техніка дає майже 80 % доходу групи, решту складає виробництво меблів, обігрівачі, обладнання, послуги. Приблизно 95 % всієї техніки, виробленої на заводах Gorenje експортується.
В червні 2018 року компанія Gorenje була поглинута китайською компанією Hisense, яка стала власником 95,42 % акцій Gorenje.

## Хронологія
- 1950 рік — заснування компанії.
- 1958 рік — виготовлена перша партія плит на твердому паливі.
- 1961 рік — перші експортні поставки (до Німеччини).
- 1968 рік — початок експериментального виробництва сучасних холодильників з компресорами.
- 1971 — початок виробництва кухонних меблів.
- 1970-1980-ті — злиття з іншими фірмами.
- 1980-ті роки — прихід Gorenje на американський ринок.
- 1990-ті роки — відкриття філій в Східній Європі.
- 1997 рік — компанія стає акціонерним товариством.
- 2005 рік — придбання чеського виробника Mora Moravia a.s.
- 2006 рік — початок виробництва холодильника з морозильною камерою, прикрашеною елементами Swarovski.
- 2008 рік — заснування Gorenje Design Studio, студії, що працює над дизайном компанії побутової техніки, що втілила ряд сміливих ідей.[8]
- 2009 рік — Gorenje бере участь у Міланському тижні дизайну з комфортною міні-плитою «Місіс Деллоуей».
- 2010 рік — купівля фірми ASKO (Швеція).
- 2013 рік — Gorenje продав 13 % акцій своєї фірми японській компанії Panasonic (близько 10 млн €)[9].
- 2018 рік — поглинута китайською компанією Hisense.[6][7]

## Нагороди
Gorenje є володарем численних нагород за дизайн, зручність використання і піклування про навколишнє середовище. Серед нагород — премія Red Dot Design Award за кращий дизайн 2005, Plus X Design Award 2006 і ICSID Design Award 2006. У 2017 році холодильники Gorenje з лінійки «Retro Special Edition» отримали нагороду престижної премії The Licensing Awards в категорії «інновації».